# Campeonato Panamericano de Balonmano Junior Femenino de 2012
El IX Campeonato Panamericano de Balonmano Junior Femenino se disputó en Santo Domingo, República Dominicana entre el 15 y el 19 de marzo de 2012 bajo la organización de la Federación Panamericana de Handball.. El torneo pone 3 plazas en juego para el Campeonato Mundial de balonmano Junior Femenino de República Checa 2012

## Primera fase

### Grupo A
| Equipo      | J | G | E | P | GF  | GC  | DG  | PTS |
| ----------- | - | - | - | - | --- | --- | --- | --- |
| Brasil      | 3 | 3 | 0 | 0 | 117 | 51  | +66 | 6   |
| Uruguay     | 3 | 2 | 0 | 1 | 112 | 65  | +47 | 4   |
| Chile       | 3 | 1 | 0 | 2 | 63  | 95  | -32 | 2   |
| Groenlandia | 3 | 0 | 0 | 3 | 53  | 134 | -81 | 0   |

#### Resultados
| Fecha      | Hora  | Partido³ | Partido³ | Partido³    | Resultado |
| ---------- | ----- | -------- | -------- | ----------- | --------- |
| 15.03.2012 | 13:00 | Brasil   | -        | Uruguay     | 26-25     |
| 15.03.2012 | 20:00 | Chile    | -        | Groenlandia | 30-21     |
| 16.03.2012 | 13:00 | Brasil   | -        | Chile       | 37-13     |
| 16.03.2012 | 15:00 | Uruguay  | -        | Groenlandia | 50-19     |
| 17.03.2012 | 13:00 | Brasil   | -        | Groenlandia | 54-13     |
| 17.03.2012 | 15:00 | Uruguay  | -        | Chile       | 37-20     |

### Grupo B
| Equipo               | J | G | E | P | GF | GC | DG  | PTS |
| -------------------- | - | - | - | - | -- | -- | --- | --- |
| Argentina            | 3 | 3 | 0 | 0 | 88 | 55 | +33 | 6   |
| Canadá               | 3 | 2 | 0 | 1 | 74 | 78 | -4  | 4   |
| República Dominicana | 3 | 1 | 0 | 2 | 79 | 71 | +8  | 2   |
| Estados Unidos       | 3 | 0 | 0 | 3 | 42 | 79 | -37 | 0   |

#### Resultados
| Fecha      | Hora  | Partido³             | Partido³ | Partido³             | Resultado |
| ---------- | ----- | -------------------- | -------- | -------------------- | --------- |
| 15.03.2012 | 16:00 | República Dominicana | -        | Estados Unidos       | 30-11     |
| 15.03.2012 | 18:00 | Argentina            | -        | Canadá               | 34-19     |
| 16.03.2012 | 17:00 | Argentina            | -        | Estados Unidos       | 30-14     |
| 16.03.2012 | 19:00 | Canadá               | -        | República Dominicana | 36-27     |
| 17.03.2012 | 17:00 | Canadá               | -        | Estados Unidos       | 19-17     |
| 17.03.2012 | 19:00 | Argentina            | -        | República Dominicana | 24-22     |

### 5º al 8º Puesto
| Fecha      | Hora² | Partido³             | Partido³ | Partido³       | Resultado |
| ---------- | ----- | -------------------- | -------- | -------------- | --------- |
| 17.03.2012 | 09:00 | Chile                | -        | Estados Unidos | 33-24     |
| 17.03.2012 | 11:00 | República Dominicana | -        | Puerto Rico    | 29-28     |

### 7º/8º puesto
| Fecha      | Hora² | Partido¹    | Partido¹ | Partido¹       | Resultado |
| ---------- | ----- | ----------- | -------- | -------------- | --------- |
| 18.03.2012 | 09:00 | Puerto Rico | -        | Estados Unidos | 29-26     |

### 5º/6º puesto
| Fecha      | Hora² | Partido¹             | Partido¹ | Partido¹ | Resultado |
| ---------- | ----- | -------------------- | -------- | -------- | --------- |
| 18.03.2012 | 11:00 | República Dominicana | -        | Chile    | 35-33     |

## Segunda fase

### Semifinales
| Fecha      | Hora² | Partido³ | Partido³ | Partido³  | Resultado |
| ---------- | ----- | -------- | -------- | --------- | --------- |
| 17.03.2012 | 16:00 | Brasil   | -        | Canadá    | 42-16     |
| 17.03.2012 | 18:00 | Uruguay  | -        | Argentina | 29-26     |

### 3º/4º puesto
| Fecha      | Hora² | Partido¹  | Partido¹ | Partido¹ | Resultado |
| ---------- | ----- | --------- | -------- | -------- | --------- |
| 18.03.2012 | 16:00 | Argentina | -        | Canadá   | 30-21     |

### Final
| Fecha      | Hora² | Partido¹ | Partido¹ | Partido¹ | Resultado |
| ---------- | ----- | -------- | -------- | -------- | --------- |
| 18.03.2012 | 18:00 | Brasil   | -        | Uruguay  | 37-33     |

| Brasil           |
| Campeón          |
| Brasil 5° título |

### Clasificación general
| 1. Brasil               |
| 2. Uruguay              |
| 3. Argentina            |
| 4. Canadá               |
| 5. República Dominicana |
| 6. Chile                |
| 7. Estados Unidos       |
| 8. Groenlandia          |

## Clasificados al Mundial 2012
| Bandera de Brasil | Bandera de Uruguay | Bandera de Argentina |
| Brasil            | Uruguay            | Argentina            |
| ----------------- | ------------------ | -------------------- |